# 대세는 백합
《대세는 백합》은 2015년 12월 15일부터 2015년 12월 24일까지 네이버TV에서 방영된
웹드라마이다.

## 등장 인물
- 정연주 : 장세랑 역
- 김혜준 : 경주 역
- 박희본 : 제갈부치 역
- 재이 : 선우은숙 역
- 박혁권 : 박 집사 역
- 윤박 : 구남 역
- 백현진 : 백창조 역
- 허정도 : 허지상 역